# Unyivi kolostor

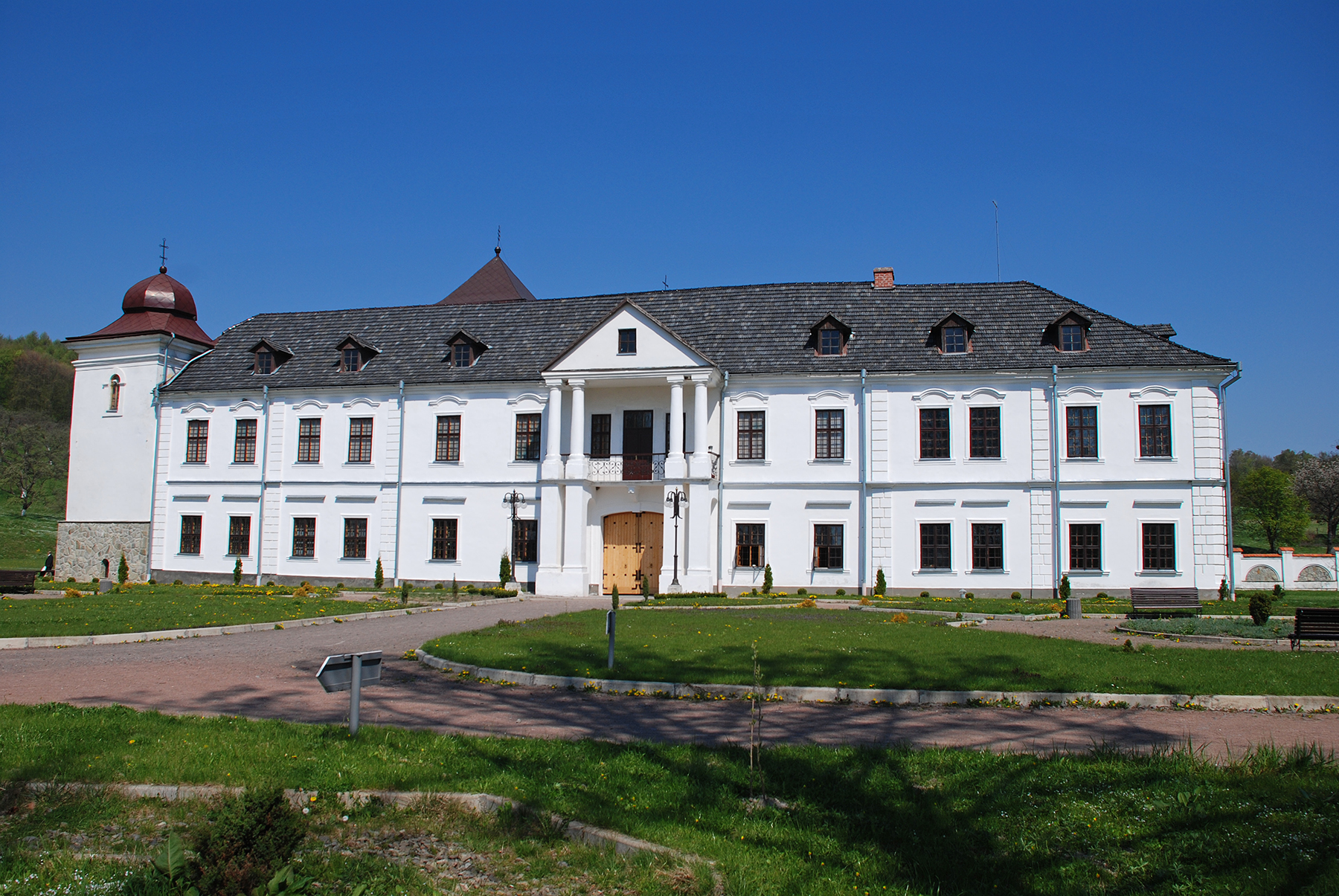
A metropolita palotája

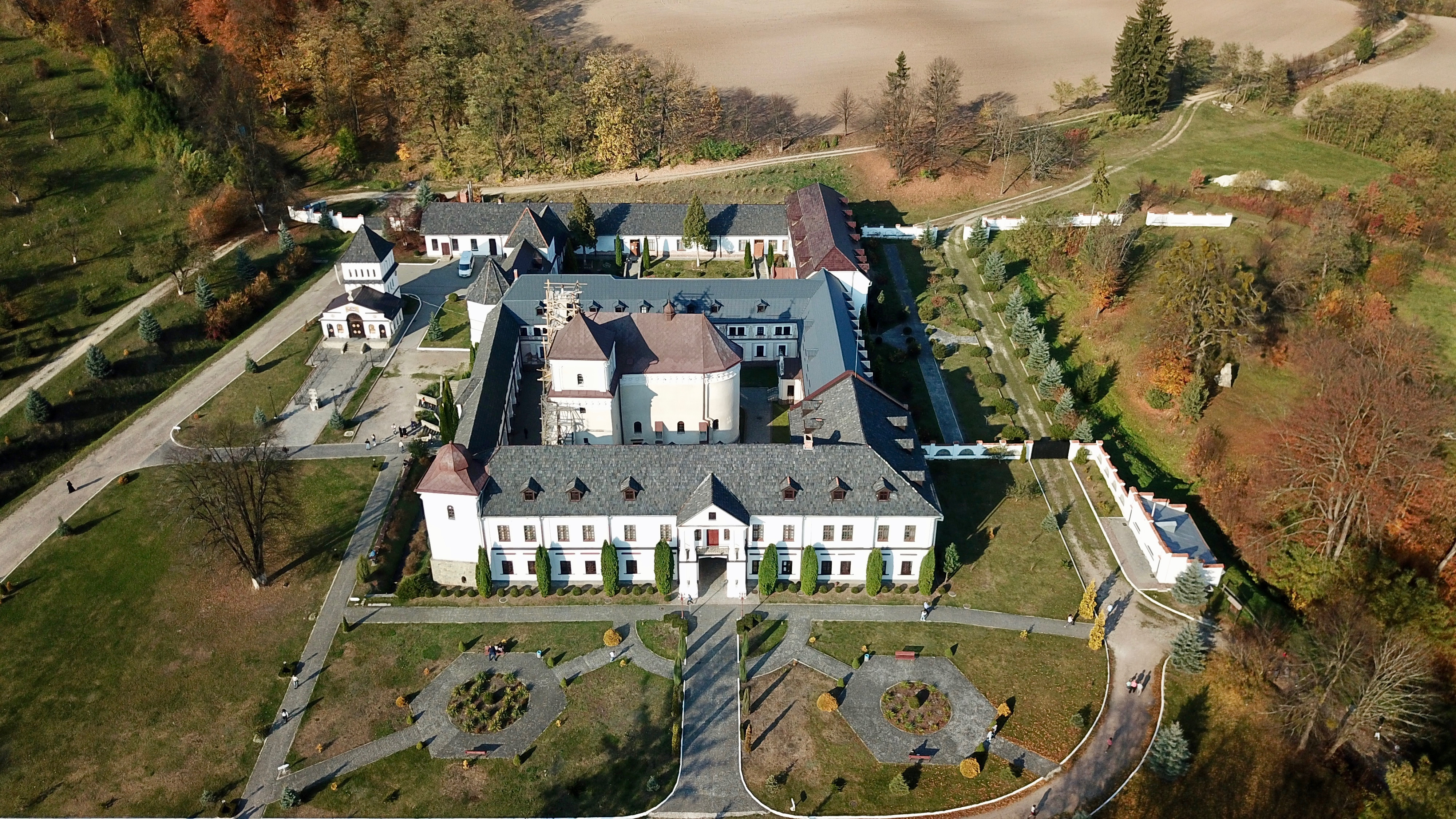
A kolostor légi felvételen. Előtérben a metropolita palotája, mögötte a kolostor temploma

Az unyivi kolostor (ukránul: Унівська лавра, magyar átírásban: Unyivszka lavra), teljes nevén a Sztudita rend Szent Elszenderülése Unyivi kolostora (Свято-Успенська Унівська Лавра Студійського уставу) az ukrán görögkatolikus egyház főkolostora, amely Ukrajna Lvivi területének Lvivi járásában, Unyiv falu mellett található. A kolostor a sztudita rendhez tartozik. Pravoszláv kolostorként alapították, 1681-től tartozik a görögkatolikus egyházhoz. Napjainkban jelentős zarándokhely és vallási központ Nyugat-Ukrajnában.

## Története
A pravoszláv kolostort Fedor Lubartowicz volhíniai fejedelem alapította, aki egyúttal a kolostor patrónusa is volt. Alapításának pontos ideje nem ismert, de a 14. század végéről származó dokumentumok Unyiv települést már fontos galíciai vallási központként említik. A kolostor első konkrét írásos említése II. Ulászló lengyel király egy 1395-ből származó kiváltságlevelében található. A kolostor építése 1400-ra fejeződött be. A kolostor fatemplomát és a többi épületét azonban később a tatárok lerombolták.
Az 1400-as évek elején bírósági viták zajlottak a kolostor pártfogói jogáért. Végül III. Ulászló lengyel király (I. Ulászló néven magyar király) a kolostort 1443-ban Mikola piński fejedelem pártfogoltsága alá helyezte. Egyházjogilag a kolostor a halicsi metropolita alárendeltségébe tartozott. A 15. században a kolostorhoz tartozott két falu, továbbá malommal, egy tóval és földekkel rendelkezett.
Az 1500-as évek elején a kijevi metropolita alárendeltségébe tartozott a kolostor, majd 1539-ben I. Zsigmond átadta a felügyeletét Makarij Tucsapszkij lvivi püspöknek. 
1542-ben archimandritát neveztek ki a kolostor élére, ami a kolostor jelentőségét növelte. Az első archimandrita Anasztazij Radilovszkij volt, majd őt Hedeon (polgári nevén Hrihorij Balaban) és Iszaja Balaban követték.
1548-ban a tatárok egy betörés alkalmával ismét lerombolták a kolostort. Ekkor egy közeli faluban lakó ruszin nemes segített a kolostor újjáépítésében. A Łahodów (Lahogyiv) faluban lakó Olekszandr Vanyko Lahodovszkij (Aleksander Wańko Łahodowski) ruszin nemest egy helyi forrás vize gyógyította ki a betegségéből. Állítása szerint álmában mutatta meg neki a forrás helyét Szűz Mária. Ezért hálából megépítette a kolostor területén a Boldogságos Szűz Mária templomát és segített a kolostor újjáépítésében, majd annak patrónusa lett. 1574-ben hunyt el. Akkor a felesége egy reneszánsz stílusban készült faragott márvány síremléket állíttatott neki a kolostor templomában. (Napjainkban ennek másolata látható ott.)
1648-ban a kolostorban nyomdát nyitottak, ahol számos ortodox liturgikus és teológiai könyvet nyomtattak ki, a nyomdászok mellett illusztrátorok is dolgoztak a kolostor nyomdájában. A lvivi püspöki nyomda részeként hozták létre. 1699-ig, majd 1732–1770 között működött. 
1668-ban Varlaam Septickij archimandritát nevezték ki a kolostor élére, aki 1681-ben elfogadta az egyházi uniót, ekkortól lett a kolostor görögkatolikus.
Lengyelország első felosztásakor az unyivi kolostor az Osztrák Császárság fennhatósága alá került. Az osztrák hatóságok 1790-ben feloszlatták a szerzetesrendet és a kolostort bezárták. A szerzeteseket és a kolostor dokumentumait Zolocsivba és Bucsacsba költöztették át. Utóbbi helyen 1865-ben tűz pusztított és az Unyivból átszállított dokumentumok megsemmisültek. A kolostor temploma a falu parókiájához került. 1816-ban a kolostor a galíciai egyháztartomány tulajdonába került és Mihajlo Levickij halicsi metropolita rezidenciája lett annak 1858-as haláláig. (Levickijt is a kolostor területén temették el.) Ebben az időszakban épült fel a metropolita palotája, lebontották az eredeti funkcióját elveszített védfalakat, és évente vásárt tartottak ott.
A kolostort a 19. század végén élesztette újjá Andrij Septickij lembergi metropolita, aki 1898-ban a kolostornak lavra (főkolostor) státuszt adott. Andrij Septickij metropolita ott szentelte pappá 1917. szeptember 30-án Joszif Szlipij későbbi metropolitát. 1904–1905-ben a kolostor templomát restaurálták.
1919-ben, a Második Lengyel köztársaság idején ismét kolostor lett és sztuditák birtokába adták, 1939-ig kolostorként működött. 1919-ben, amikor a lengyel–ukrán háború alatt a lengyelek felgyújtották a szknilivi Szt. Antal és Feodoszij sztudita kolostort, Andrij Sepicikij lembergi metropolita átköltöztette a sztudita szerzeteseket Unyivba és ott folytatták tovább a tevékenységüket. Az unyivi kolostor 1939-ig működött, amikor a Molotov–Ribbentrop-paktum eredményeként a Szovjetunió megszállta Kelet-Galíciát.
A második világháború után  létrejött szovjet rendszerben a kolostort 1947-ben bezárták. A kolostorban a szovjet hatóságok először koncentrációs tábort létesítettek, ahol az orosz pravoszláv fennhatóságot el nem ismerő görögkatolikus egyházi személyeket tartottak fogva. Ekkor jelentős károkat szenvedett a kolostor. A szovjetek lemeszelték a templom freskóit, elégették a templomi tárgyakat és a liturgikus könyveket. Számos síremléket és sírt megsemmisítettek. Megrongálták Olekszandr Vanyko Lahodovszkij  1574-ben készített síremlékét, megsemmisítették Mihajlo Levickij halicsi metropolita sírját, valamint elpusztítottak egy 1731-ben készült ikonosztáz. A kolostorban később idősek otthona, majd mentális betegeket kezelő kórház működött.

## A kolostor napjainkban

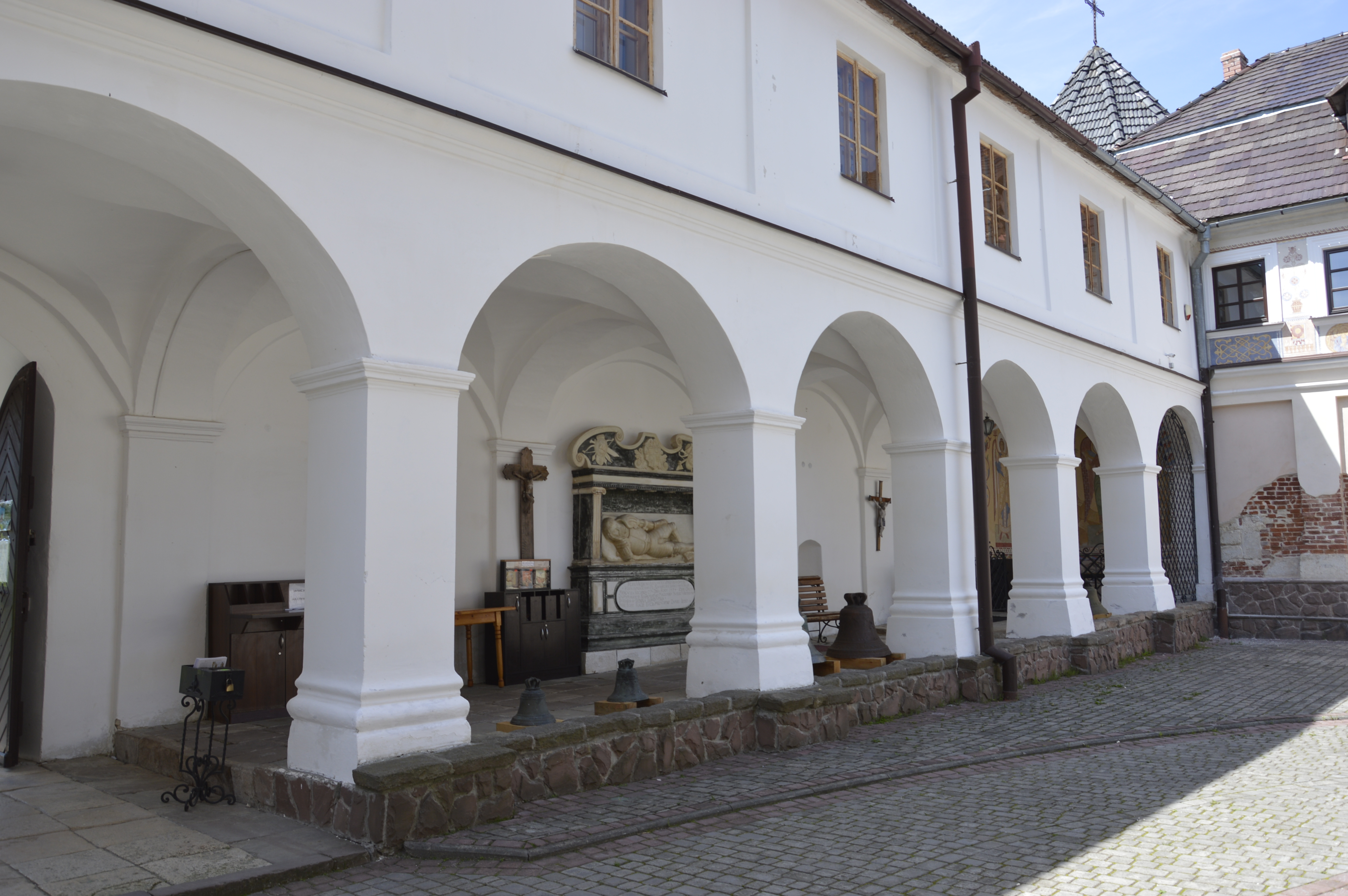
Olekszandr Vanyko Lahodovszkij síremlékének másolata

1991-ben, a független Ukrajna létrejötte után visszakapta a kolostort az ukrán görögkatolikus egyház és ismét a sztuditák használatába került. Ez ma az ukrán görögkatolikus egyház egyetlen működő főkolostora (lavra). 1992-ben kezdődött el az épületek felújítása és restaurálása.
A kolostorban jelenleg több mint 80 szerzetes él, akik főleg árva gyerekek gondozásával, iskolások hitoktatásával foglalkoznak. Jellemző gazdasági tevékenységük a növénytermesztés, állattenyésztés, mellette kertészkedéssel és méhészettel is foglalkoznak. A kolostor műhelyében egyházi eszközöket (gyertyákat, füstölőket, egyházi ruházatot) gyártanak.
A kolostorban egy ikonmúzeum is működik, ahol a 14. századtól napjainkig készült ikonok kiállítása látható. A múzeum raktára és restaurátor-műhelye a lvivi Szent Mihály-kolostorban található.
A szerzetesek a Lvivi Teológiai Szemináriumban tanulnak. Az unyivi kolostor szerzetesei missziós feladatokat is ellátnak, elsősorban Lengyelországban és Belaruszban, de tevékenykednek Görögországban, Németországban és Rómában is.
Az unyivi főkolostorhoz (lavra) több tagkolostor és intézmény tartozik. Van egy kolostoruk Belaruszban, egy kolostor, egy oktatási épület, valamint egy missziós központ Lengyelországban, továbbá egy kirendeltség Kijevben.
A kolostor mellett egy 40 fős üdülő található. Nyaranta az Ukrán Katolikus Egyetem tart ott nyári teológiai iskolákat. A kolostor temploma parókusi feladatokat is ellát a szomszédos Szivorohi falu egyházközségében.
Az unyivi kolostor napjainkra Nyugat-Ukrajna egyik legismertebb zarándokhelyévé vált.
1994-től évente tartanak egy kétnapos ifjúsági egyházi fesztivált, amelyet az Obnova (Újjászületés) nevű katolikus ifjúsági szervezet és a Máltai Szeretetszolgálat szervez.
Évente kétszer szerveznek gyalogos zarándokutat Lvivből Unyivba. A több napos zarándoklat az Eljegyzett Szent József-templomból indul és az unyivi kolostornál búcsúval végződik.
Vezetője (igumenje) 2020−2024-ig Jonáš Jozef Maxim későbbi eperjesi görögkatolikus érsek volt.